# Oxypilus nasutus
Oxypilus nasutus är en bönsyrseart som först beskrevs av Fabricius 1787.  Oxypilus nasutus ingår i släktet Oxypilus och familjen Hymenopodidae. Inga underarter finns listade i Catalogue of Life.